# Dominik Paris
Dominik Paris, född 14 april 1989 i Merano, Italien, är en italiensk alpin skidåkare. Han tävlar främst i fartgrenarna störtlopp och super-G. Han debuterade i världscupen i december 2008. Hans främsta merit hittills i karriären är en silvermedalj från störtloppet i VM 2013 i Schladming.
Paris har vunnit fyra gånger i världscupen, tre i störtlopp och en i super-G.

## Världscupsegrar (4)
| Datum            | Plats       | Disciplin | Källa |
| ---------------- | ----------- | --------- | ----- |
| 29 december 2012 | Bormio      | Störtlopp |       |
| 26 januari 2013  | Kitzbühel   | Störtlopp |       |
| 30 november 2013 | Lake Louise | Störtlopp |       |
| 23 januari 2015  | Kitzbühel   | Super-G   |       |